# Teleskopmast (Bauteil)
Ein Teleskopmast ist ein zusammenschiebbarer, freistehender, leicht transportierbarer Turm, häufig aus einem Stahlfachwerk bestehend, mit dessen Hilfe binnen kurzer Zeit ein provisorischer Sendeturm erstellt werden kann. Die meisten Teleskopmasten sind für die Realisierung geerdeter Antennenträger ausgelegt, es gibt aber auch Bauarten, mit deren Hilfe ein gegen Erde isolierter selbststrahlender Sendemast realisiert werden kann. Letztere besitzt zum Beispiel die Bundeswehr für ihren mobilen Rundfunksender („Radio Andernach“). Teleskopmasten werden nach den katastrophalen Einsturz eines Sendeturms oder Sendemastes, zu Messzwecken im Vorfeld des Baus einer Sendeanlage, insbesondere für Richtfunk und manchmal auch bei der Berichterstattung von Großereignissen zum Aufbau einer Funkübertragungsstrecke zur nächstgelegenen Richtfunkstelle aufgestellt. Ein weiterer Einsatz von Teleskopmasten besteht beim Aufbau von Gerätschaften für artistische Vorführungen im Freien, insbesondere als Befestigungspunkt eines Hochseils.
Leichte Teleskopmaste (Schiebemaste) bestehen aus mehreren ineinandergesteckten Rundrohren (Aluminiumrundrohre), die mittels Klemmung (Klemmschellen) kraftschlüssig arretiert werden. Die Schiebemaste werden bei mobilen Anwendungen (Meteorologie, Umweltdatenerfassung, Verkehrszählung) verwendet, bei der nur geringe Lasten (Messgeräte, Sensoren, Kameras) für eine kurze Zeit in geringe Höhen (Höhen bis ca. 14 m) gebracht werden. Ein Schiebemast kann für den schnellen Auf- und Abbau auch Stativfüßen ausgestattet sein (Hochstativ).  